# Arena das Dunas
Arena das Dunas este un stadion de fotbal din Natal, Brazilia. Stadionul a fost proiectat de arhitectul sportiv, Christopher Lee de la compania Populous, și a fost construit pe locul vechiului stadion Machadão, care a fost demolat în 2011.
Arena das Dunas a fost unul stadioanele gazdă la Campionatul Mondial de Fotbal 2014.

## Campionatul Mondial de Fotbal 2014
Următoarele meciuri s-au jucat pe acest stadion la Campionatul Mondial de Fotbal 2014:

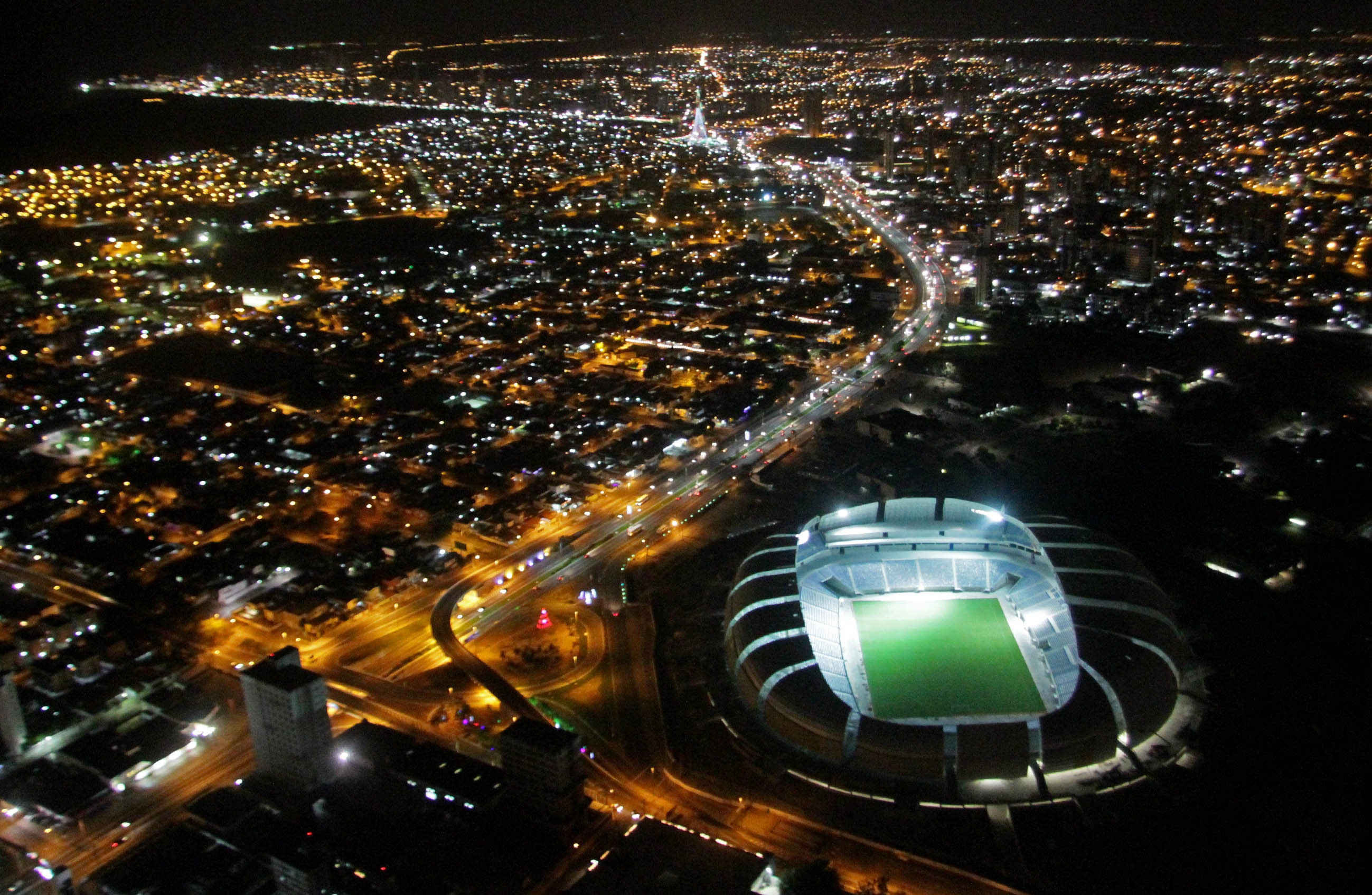
Arena das Dunas: vedere aeriană

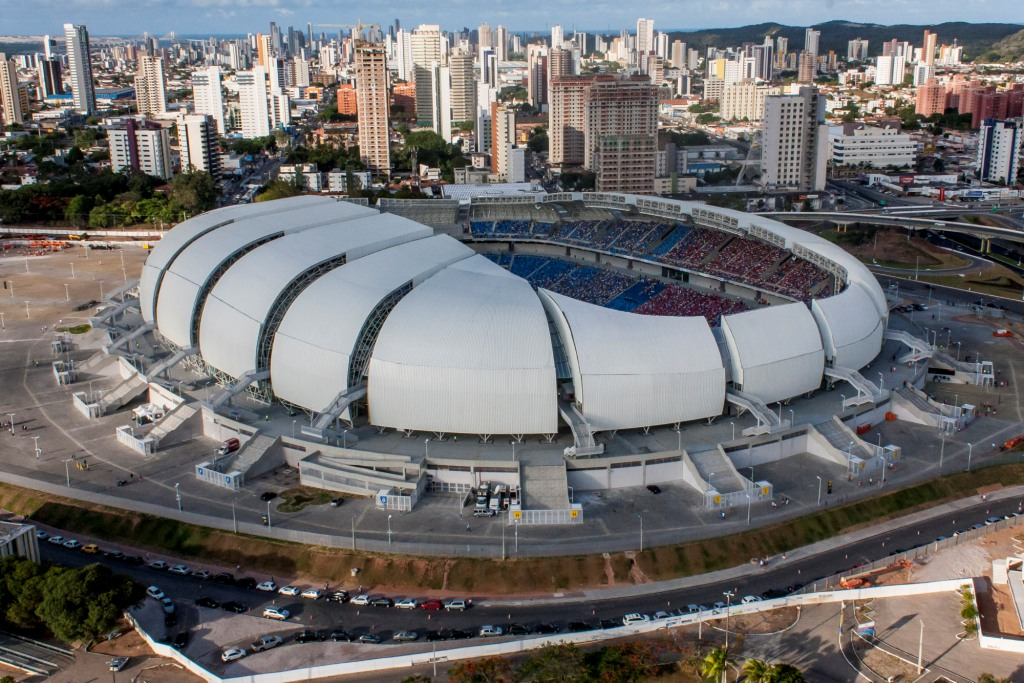

| Data          | Ora (UTC-03) | Echipa #1 | Rezultat | Echipa #2                  | Runda   | Spectatori |
| ------------- | ------------ | --------- | -------- | -------------------------- | ------- | ---------- |
| 13 iunie 2014 | 13:00        | Mexic     | 1–0      | Camerun                    | Grupa A | 39,216     |
| 16 iunie 2014 | 19:00        | Ghana     | 1–2      | Statele Unite ale Americii | Grupa G | 39,760     |
| 19 iunie 2014 | 19:00        | Japonia   | 0–0      | Grecia                     | Grupa C | 39,485     |
| 24 iunie 2014 | 13:00        | Italia    | 0–1      | Uruguay                    | Grupa D | 39,706     |